# Нувакот (район)
Нувакот (непальск. नुवाकोट जिल्ला) — один из 75 районов Непала. Входит в состав зоны Багмати, которая, в свою очередь, входит в состав Центрального региона страны. Административный центр — город Бидур .
Граничит с районом Расува (на севере), районом Дхадинг (на западе и юго-западе), районом Катманду (на юго-востоке) и районом Синдхупалчок (на востоке). Площадь района составляет 1121 км².
Население по данным переписи 2011 года составляет 277 471 человек, из них 132 787 мужчин и 144 684 женщины. По данным переписи 2001 года население насчитывало 288 478 человек. 57,77 % населения исповедуют индуизм; 40,01 % — буддизм; 1,61 % — христианство и 0,13 % — ислам.